# 巴拉圭河平腹脂鯉
巴拉圭河平腹脂鯉，為輻鰭魚綱脂鯉目脂鯉亞目脂鯉科的其中一個種。分布於南美洲巴拉圭河上游流域，體長可達3.5公分，棲息在底中層水域，生活習性不明。